# Sobradinho (Rio Grande do Sul)
Sobradinho is een gemeente in de Braziliaanse deelstaat Rio Grande do Sul. De gemeente telt 14.744 inwoners (schatting 2009).

## Aangrenzende gemeenten
De gemeente grenst aan Arroio do Tigre, Ibarama, Lagoa Bonita do Sul, Passa-Sete en Segredo.

## Verkeer en vervoer
De plaats ligt aan de wegen BR-481, RS-347 en RS-400.